# Grundsunda fjärden
Grundsunda fjärden är en fjärd i sydvästra Vårdö på  Åland. Den avgränsas i öster av Grundsunda och i väster av Töftö. I söder förbinder den till Bussöfjärden och i nordväst till Vargatafjärden.